# Kvindelisten (Island, 1922)
Kvindelisten (islandsk: Kvennilistinn) var et islandsk kandidatforbund, der blev dannet af kvindeforeninger i Reykjavík og Samband norðlenskra kvenna i Akureyri (Nordlandske kvinders forbund) i 1922.
Listen blev dannet op til valget til halvdelen af de seks landsvalgte pladser i Altingets øvre del i 1922 med det formål at få indvalgt kvindelige kandidater. Ved valget fik Kvindelisten 22,3% af stemmerne, hvilket gav et mandat til rektor for Kvindeskolen i Reykjavík Ingibjörg H. Bjarnason, der blev det første kvindelige medlem af Altinget. 
Kvindelisten opstillede ikke til det ordinære altingsvalg i 1923, da man ikke mente at kunne vinde et kredsmandat. I de første to år sad Ingibjörg som partiløs, men i 1924 var hun medstifter af Det Konservative Parti, hvilket skuffede mange af initiativtagerne til Kvindelisten. 
Listen opstillede igen ved valget i 1926 til den anden halvdel af de landsvalgte pladser, men fik denne gang blot 3,5% af stemmerne, hvorefter foreningerne bag kandidatforbundet opgav at opstille kvindelister. 

## Baggrund
Island havde indført valgret for kvinder over 40 år i 1915 med en efterfølgende årlig nedsættelse af valgretsalderen med 1 år. Ved forfatningsændringen i 1920 ligestilledes mandlige og kvindelige vælgere, og valgretsalderen blev 25 år for begge køn. I det følgende årti opstilledes mange kvindeforeninger lister med kvindelige kandidater ved lokale valg. 
Langt de fleste medlemmer af Altinget blev valgt i landkredse med 1-2 medlemmer, hvor kvindelige kandidater ikke havde reel mulighed for at blive valgt. Reykjavík-kredsen havde fire mandater, men de etablerede partier i byen var tilbageholdende med at opstille kvinder på deres lister. Forfatningsændringen i 1915 omdannede imidlertid de seks hidtidige kongevalgte pladser i Altingets øvre del ("overhus") til såkaldte landsvalgte mandater, der blev valgt ved forholdstalsvalg i hele landet med tre pladser på valg hvert fjerde år. I modsætning til valgkredsene kunne veletablerede lokale kandidater ikke dominere disse valg, så de tiltrak nye partier og lister.

## Partiet Kvindelisten
I 1983 dannedes partiet Kvindelisten, der blev opkaldt efter kandidatforbundet fra 1920'erne. Kvindelisten blev valgt ind ved samtlige altingsvalg frem til den i 1998 gik med i Alliancen, og var med til at øge kvindeandelen i Altinget markant.   